# Isolator

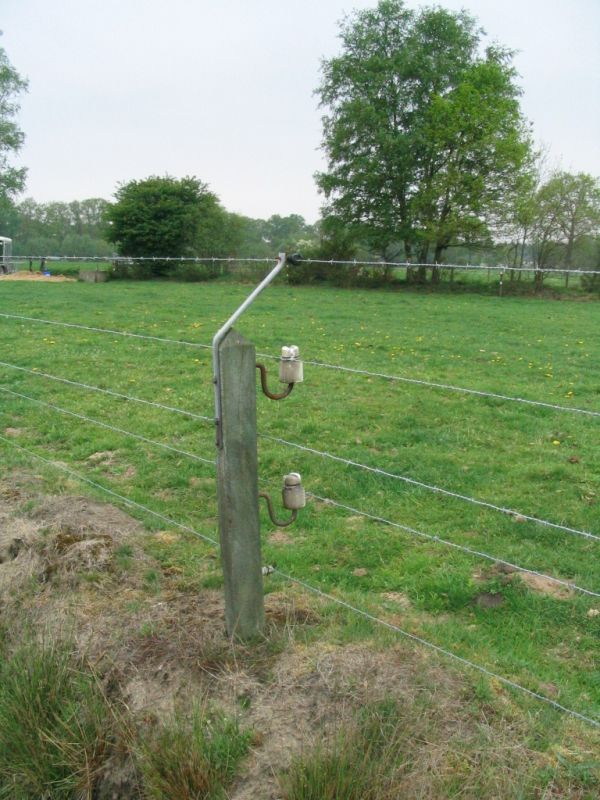
Schrikdraad aan isolators

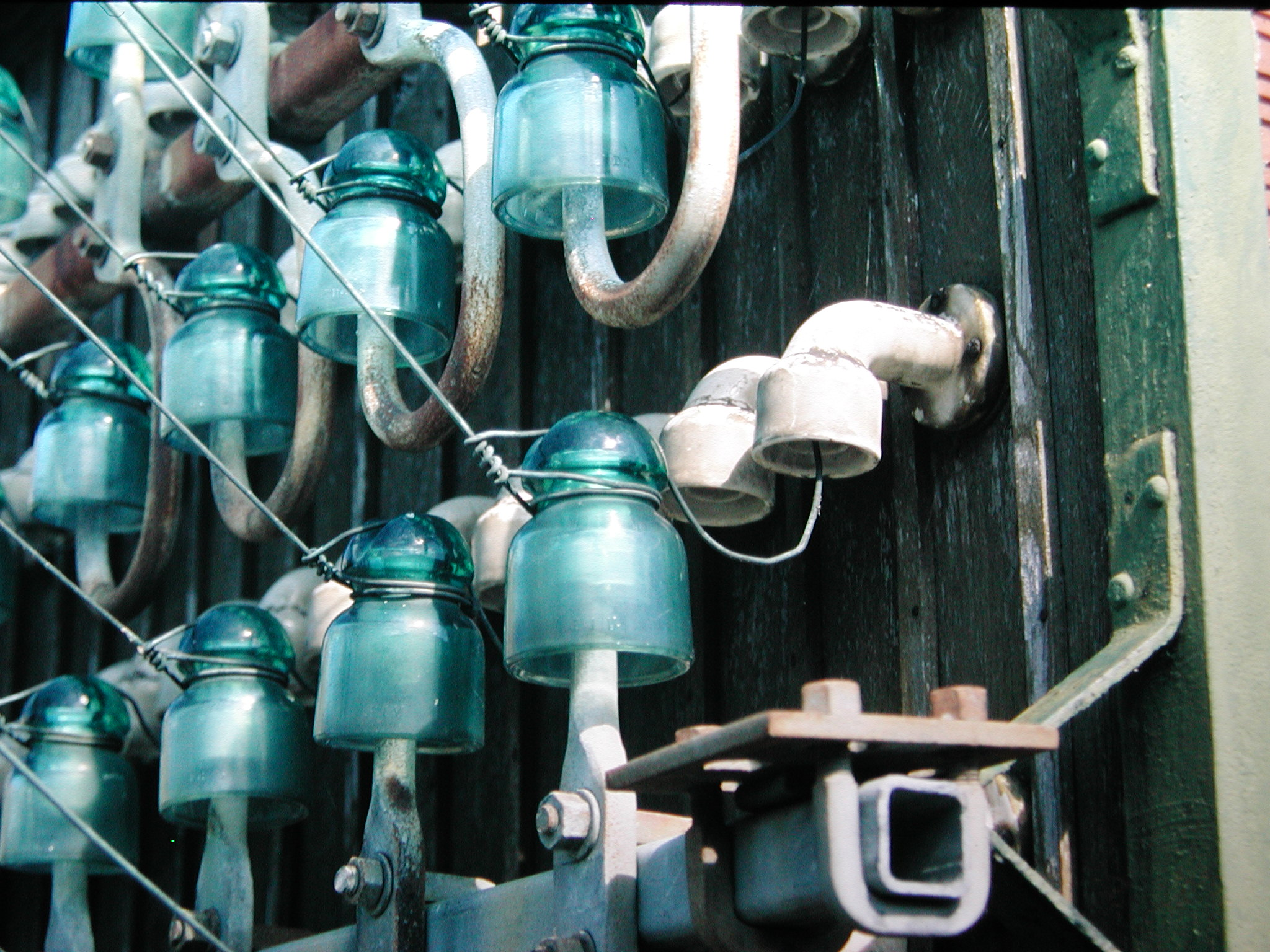
Laagspanningsisolatoren (glas)

Een isolator is een materiaal of medium dat geluid, elektriciteit of warmte tegenhoudt en in het bijzonder een voorwerp van glas, porselein of kunststof waarmee hoogspanningskabels of -draden, telefoondraden en schrikdraad veilig bevestigd kunnen worden, zodat er geen lekstroom loopt en geen overslag optreedt.
Een ideale isolator zal de betreffende grootheid dusdanig afzwakken dat deze niet meer waarneembaar is. Praktische isolatoren kennen een verzwakking die groot genoeg is om naar verhouding weinig van de grootheid over te houden. Bij een elektrische isolator loopt er geen noemenswaardige stroom, bij een geluidsisolator is er geen hoorbaar geluid meer en bij een warmte-isolator lekt er naar verhouding geen warmte weg.

## Voorbeelden
- Piepschuim houdt warmte en geluid tegen
- Een hoogspanningsisolator verhindert het lopen van een stroom binnen een elektrisch circuit.
- Een hoogspanning doorvoerisolator of kortweg doorvoering maakt een verbinding met een hoogspanningsnet mogelijk.
- Enkelglas houdt warmte tegen
- Dubbelglas bevat stilstaande lucht die geluid en warmte sterk afzwakt.
- Een bougie van een verbrandingsmotor bevat een isolator om de warmte en de hoogspanning tegen te houden.
- Glaswol houdt de lucht vast, waardoor een isolerende laag ontstaat voornamelijk voor warmte.
- Een suskast houdt het geluid in een ventilatieopening tegen.
- Een netwerkisolator of Ethernet isolator dient in het medische vakgebied voor het beschermen van de patiënt tegen lekstromen tussen een actief medisch apparaat en een Ethernet-netwerk of een niet-medisch apparaat, zoals bijvoorbeeld een desktop of laptop.

## Trivia
- Veel warmte-isolatie berust op het vasthouden van lucht omdat stilstaande lucht zelf een goede isolator is.
- Lucht is eveneens een elektrische isolator maar elektrische olie is veel beter en zorgt ook voor een goede warmte-overdracht om de elektrische installatie te koelen.
- Antigeluid is een actieve vorm van geluidsisolatie.

Draadslachtoffers - Driefasespanning - Dwarsregeltransformator - Elektriciteitscentrale - Hoogspanningsleiding - Hoogspanningsnet - Kortsluitingen in hoog- en laagspanningsnetten - Netbeheerder - Onderstation - Scheidingsschakelaar - Vermogenschakelaar - Vermogenstransformatorwikkeling - Vermogenstransformator